# Hampton & Richmond Borough Football Club
L'Hampton & Richmond Borough Football Club, meglio noto come Hampton & Richmond Borough, è una società calcistica inglese con sede nella città di Hampton. Gioca le partite casalinghe al Beveree Stadium, con capacità di 3 500 spettatori.
Il club ha un supporto base di circa 300-400 persone, mentre la presenza media è rimasta stabile nelle ultime due stagioni a circa 375. Il club rimane l'unica squadra di calcio di alto livello a rappresentare il borgo (che comprende i quartieri di Hampton, Teddington, Twickenham, Whitton e Richmond), ed è quindi visto come la sua squadra di calcio. Tuttavia, il club fa fatica, probabilmente a causa della popolarità del rugby nel borgo.

## Storia
La squadra venne fondata con il nome di Hampton F.C. nel 1921. I primi anni di vita videro l'Hampton militare in Kingston & District e nelle leghe del Middlesex. Nel 1959 venne accettato nella Surrey Senior League, più per motivi istituzionali che geografici. Cinque anni più tardi, in seguito alla vittoria in campionato, entrò nella Spartan League, che vinse ripetutamente: fu uno dei periodi più positivi della storia del club. Quando, nel 1971, entrò nella seconda divisione della Athenian League, la società si comportò bene, sfiorando la promozione. Dopo una serie di risultati alterni che caratterizzarono la vita della società negli anni novanta, in seguito alla ristrutturazione della piramide calcistica inglese, nel 1999 cambiò denominazione in Hampton & Richmond Borough F.C., nel tentativo di dare un maggiore respiro geografico al club.
Tuttavia nella stagione 2003-2004 conobbe un periodo nero culminato con la retrocessione, a fronte di sole tre partite vinte in campionato, delle quali nessuna fuori casa. Dopo qualche anno speso nella Isthmian League, grazie alla guida di Alan Devonshire, alla fine il club ha ottenuto la promozione in Conference South. Nella stagione 2007-2008 ha sfiorato la promozione in Conference Premier, arrivando terzo e di conseguenza disputando i play-off, dopo aver vinto il primo turno col Fisher Athletic, ha perso il secondo turno col Eastbourne Borough. La stagione seguente ottenne il miglior piazzamento della sua storia, un secondo posto, a tre punti di distacco dall'AFC Wimbledon che è stato promosso in Conference Premier, anche in questa stagione, la squadra disputò i play-off, vinse il primo turno col Chelmsford City, ma poi perse il secondo turno in casa col Hayes & Yeading United. Nella stagione 2011-2012, la squadra si è piazzata al 21º posto in Conference South, retrocedendo in Isthmian League, dove tuttora milita. Curiosamente, si dibatte ancora sull'origine dell'appellativo "Beavers" (castori) del club: probabilmente deriva dal nome dello stadio "Beveree", ma qualcuno suggerisce un richiamo all'antico habitat della zona, prima che i castori scomparissero dall'Inghilterra.

## Palmarès

### Competizioni nazionali
- Isthmian League Premier Division: 1

2006-2007
- Spartan League: 4

1964-1965, 1965-1966, 1966-1967, 1969-1970

### Competizioni regionali
- Middlesex Senior Cup: 4

2005-2006, 2007-2008, 2011-2012, 2013-2014
- Middlesex Super Cup: 2

1999-2000, 2006-2007
- Surrey Senior League: 1

1963-1964

### Altri piazzamenti
- National League South:

Secondo posto: 2008-2009
Terzo posto: 2007-2008
Finalista play-off: 2017-2018
- London Senior Cup:

Finalista: 1987-1988